# Mabale
Le mabale est une langue bantoue parlée dans la province de l’Équateur en République démocratique du Congo.

## Répartition géographique
Le mabale est parlé par les Mabale autour de Makanza. Les principaux villages mabale sont Ekolonginya, Ibonga, Bobeka, Impanja, Engumba ainsi que Mongbele et Likuba aujourd’hui tous deux devenu des quartiers de Makanza.

## Dialectes
Le mabɛ́mbɛ́ est un des dialectes du mabale, parlé par les Mabɛ́mbɛ́ dans le village de Mabɛ́mbɛ́ ainsi que les villages de Liyoba, Mpokala et Bibómba.